# 25617 Thomasnesch
25617 Thomasnesch (tên chỉ định: 2000 AN32) là một tiểu hành tinh vành đai chính. Nó được phát hiện bởi dự án Nghiên cứu tiểu hành tinh gần Trái Đất Lincoln ở Socorro, New Mexico, ngày 3 tháng 1 năm 2000. Nó được đặt theo tên Thomas Nesch, a German high school student whose electrical và mechanical engineering project won first place ở the 2009 Giải thưởng Khoa học và Kỹ thuật Intel. Thomas is currently an engineering student ở St Edmund's College, The University of Cambridge.